# Ulica gen. Lucjana Żeligowskiego w Łodzi
Ulica gen. Lucjana Żeligowskiego – ulica w Łodzi o długości niewiele ponad 1 km, położona w dzielnicy Polesie.

## Przebieg
Ulica Żeligowskiego przebiega południkowo. Na północy zaczyna się skrzyżowaniem z ulicą Legionów. Następnie biegnie kolejno przez skrzyżowania z ulicami: aleją 1 Maja, Więckowskiego, Zieloną, placem Hallera i 6 Sierpnia. Na południu kończy się skrzyżowaniem z ulicą Struga, przechodząc dalej w ulicę Łąkową.

## Historia
Ulica została wytyczona w latach 70. XIX wieku. Na zachód od niej rozciągał się las miejski, przez co początkowo nazywała się Leśna, a następnie Leszno. Nazwa ta mogła się zmienić przez przekształcenie głoski ś w głoskę sz. Możliwe, że miała ona nawiązywać do nazwy jednej z warszawskich ulic. Już pod koniec XIX stulecia przy ulicy powstały fabryki. Były to: farbiarnia i apretura Falzmanna i Preisera (nr 22), farbiarnia i apretura Salomona Henocha Rabinowicza i Mosze Bachracha (nr 23), wykończalnia Mosze Bachracha (nr 39) i wykończalnia Majera Rappaporta (nr 50). W sumie przy dzisiejszej ulicy Żeligowskiego istniały dwie farbiarnie, dwie apretury i dwie wykończalnie tkanin. Pod nr 7 mieściły się carskie koszary. Dzisiaj znajduje się tu Katedra Anestezjologii i Intensywnej Terapii, Zakład Medycyny Ratunkowej i Medycyny Katastrof, a także Muzeum Wojskowej Służby Zdrowia (dziś Muzeum Uniwersytetu Medycznego) – jedyne w Polsce, nieznane powszechnie muzeum gromadzące m.in. starodruki medyczne, mundury wojskowych lekarzy, sprzęt medyczny, pamiątki po najbardziej zasłużonych lekarzach i odznaki pułkowe. W 1936 roku ulica zyskała swą obecną nazwę. W czasie okupacji niemieckiej 1939-1945 nazywała się Gneisenaustrasse. Po wojnie powróciła nazwa Żeligowskiego i nie była już więcej zmieniana.

## Obiekty charakterystyczne
- róg z ulicą Legionów – kamienica wielkomiejska z XIX w.[6]
- nr 4/6 – budynek biurowy, dawniej o przeznaczeniu wojskowym, mieściły się w nim m.in. hurtownia książek Domu Wydawniczego BELLONA oraz drukarnia wydawnictw wojskowych[7]
- nr 7/9 – budynek Muzeum Uniwersytetu Medycznego, dawniej Muzeum Wojskowej Służby Zdrowia, pierwotnie budynek dawnych koszar 28 Pułku Strzelców Kaniowskich[8]
- nr 8/10 – biurowiec Business House[9]

## Komunikacja miejska
Ulicą Żeligowskiego kursują następujące linie autobusowe MPK Łódź:
- 65B (na odcinku Struga – 6 Sierpnia, w kierunku osiedla Radogoszcz Wschód)
- 86A/86B (na odcinku Struga – 6 Sierpnia, w kierunku dworca Łódź Fabryczna)
- 99 (na odcinkach Struga – Więckowskiego, w kierunku osiedla Radogoszcz Zachód, i al. 1 Maja – Struga, w kierunku Retkini)